# Dreamcast Collection
Dreamcast Collection es una recopilación de videojuegos de Dreamcast para Xbox 360 y PC. Incluye cuatro juegos del Sega Dreamcast, los cuales incluyen Sega Bass Fishing, Sonic Adventure, Space Channel 5: Part 2 y Crazy Taxi. En 2016 se lanzó una reedición que también incluye Jet Set Radio y NiGHTS Into Dreams, a partir de 2020, también Sonic Adventure 2.
En esta colección todos los juegos han sidos remasterizados, agregándole soporte a un aspect ratio 16:9, Logros, etc.
Todos los juegos están disponibles para adquirir por separado en el Xbox Live Arcade, PlayStation Network y Steam.